# Hellas Planitia
Hellas Planitia, també coneguda com la Conca d'Impacte d'Hellas, és una enorme i aproximadament circular conca d'impacte ubicada a l'hemisferi sud del planeta Mart. El fons de la conca és a uns 7.125 m de fondària i s'estén uns 2.300 km d'est a oest És a les coordenades 42° 42′ S, 70° 00′ E / 42.7°S,70°E

## Descripció

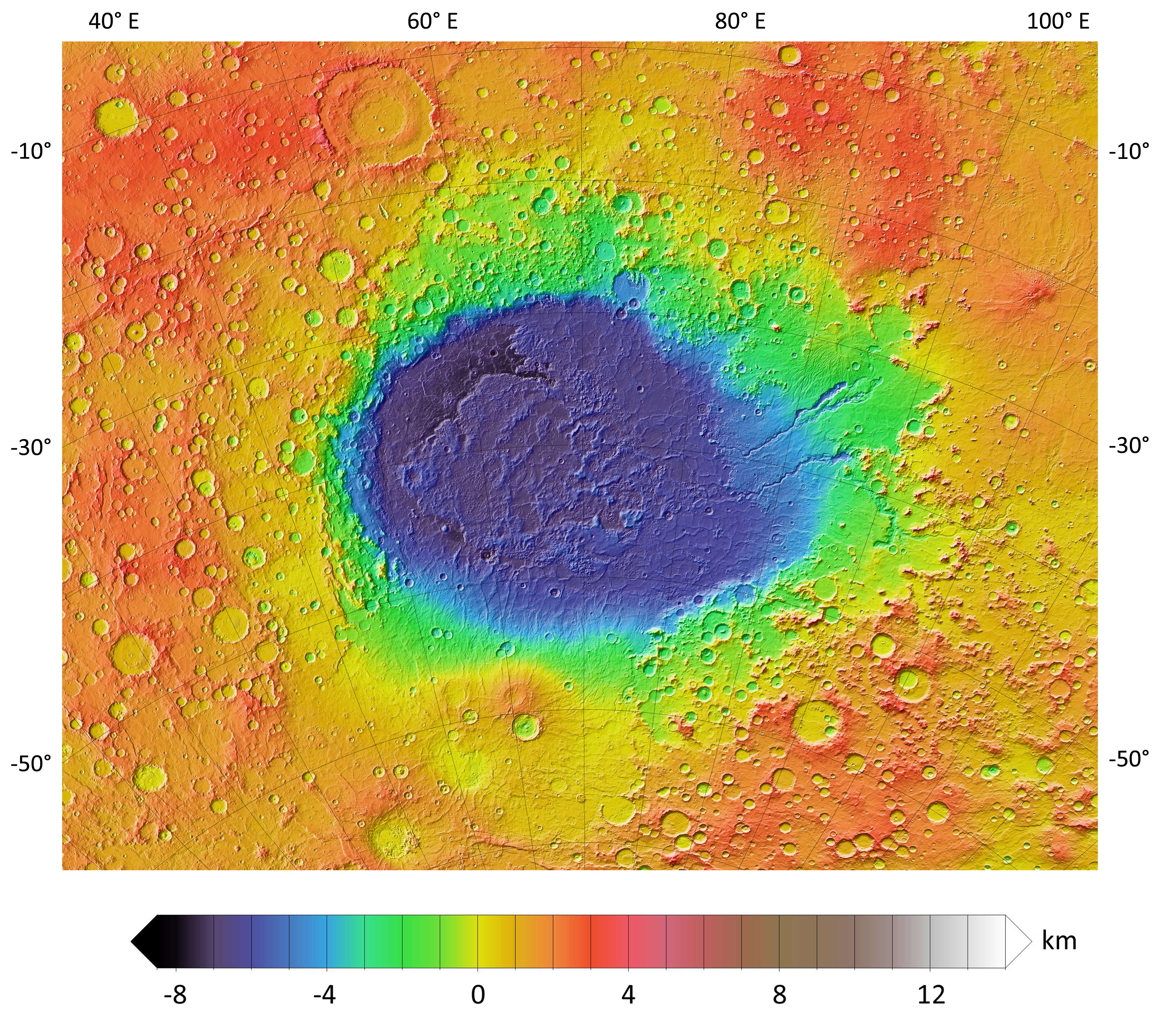
Mapa topogràfic ubicant Hellas Planitia al sud

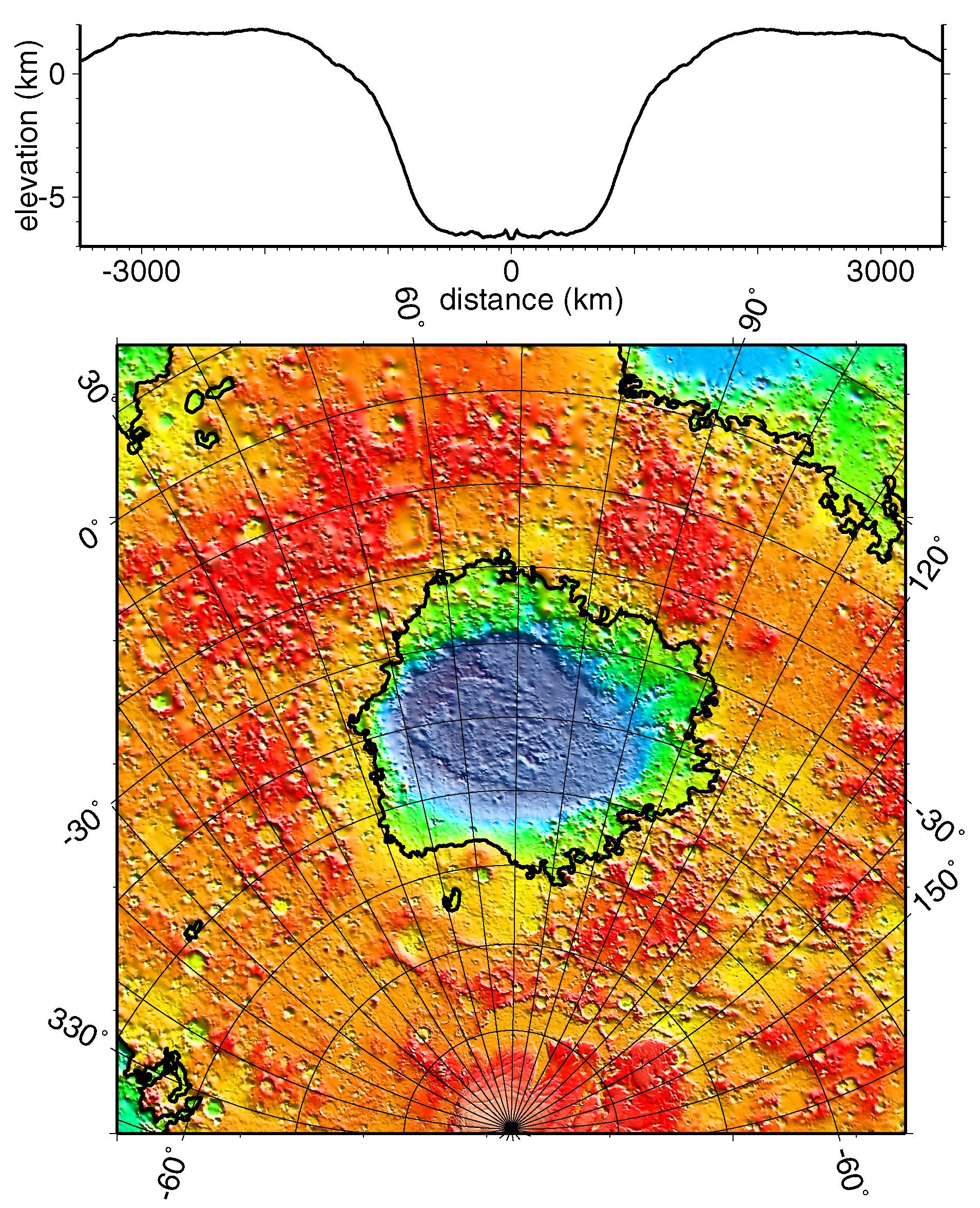
Imatge mostrant l'anell de pedres esmicolades

Amb un diàmetre d'uns 2.300 km, és l'estructura d'impacte del planeta Mart. Es creu que es va formar durant el període de bombardeig del sistema sola ocorregut entre 4,1 i 3,8 mil milions d'anys enrere quan un gran asteroide colpejà la seva superfície.
La diferència d'altitud entre la vora del cràter i el seu fons és de 9 km. La fondària del cràter és de 7.152 metres. La pressió atmosfèrica al fons és de 1.155 Pa (11.55 mbar, 0.17 psi, o 0.01 atm). Aquesta pressió està per sobre del punt triple de l'aigua hi seria un dels pocs llocs on el clima de Mart hi permetria mantenir l'aigua líquida si la temperatura estès per sobre dels 0 °C.
Hellas Planitia és l'antípoda d'Alba Patera.

## Descobriment
Per la seva gran mda i el seu alt i contrastat acoloriment, Hellas Planitia va ser una de les primeres característiques de Mart descobertes mitjançant telescopis des de la Terra, Abans que Giovanni Schiaparelli li donés el nom de Hellas (que en grec significa 'Grècia'), va ser conegut com a 'Lockyer Land', nom que li va donar Richard Anthony Proctor el 1867en honor de Sir Joseph Norman Lockyer.,.

## Possibles glaceres

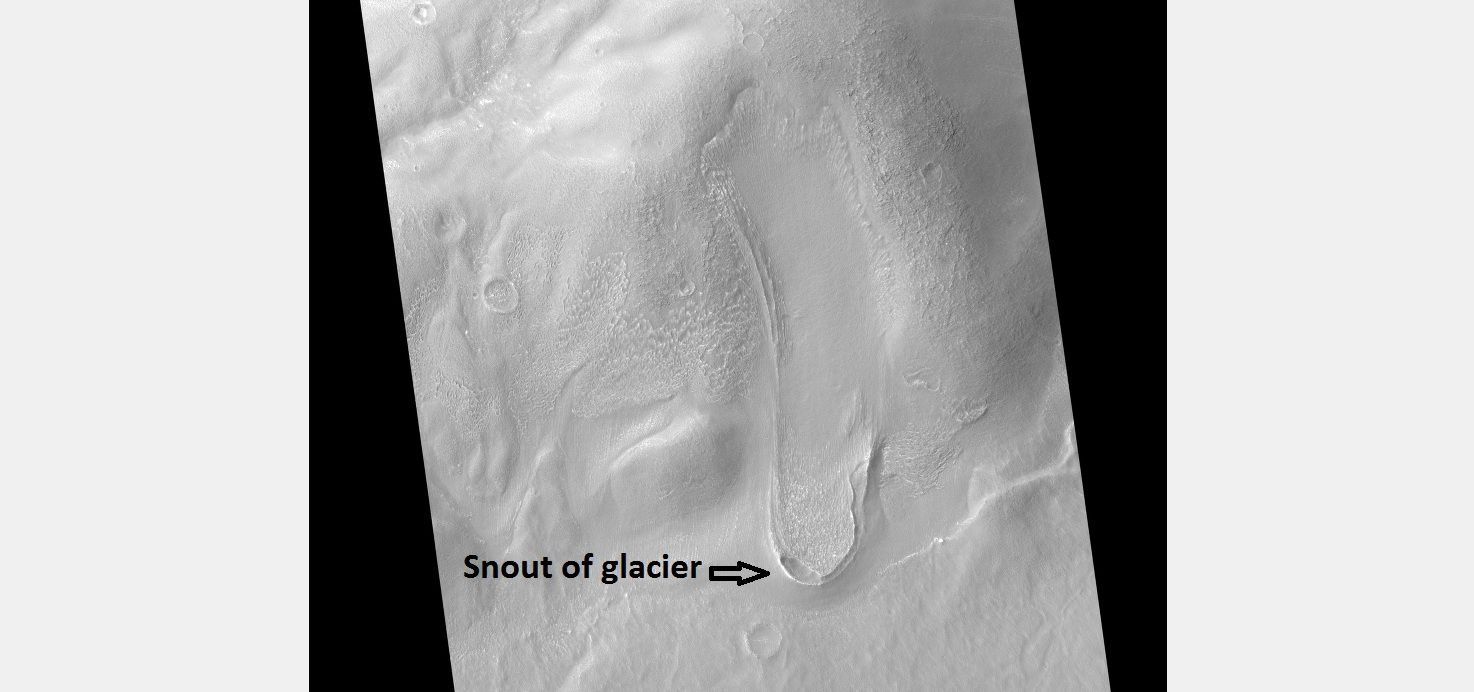
Glacera en forma de llengua a Hellas Planitia.

Les imatges de radar del Mars Reconnaissance Orbiter (MRO) SHARAD suggereixen que hi ha glaceres en tres cràters de la regió est de Hellas Planitia on actualment el gel es troba sota capes de pols i roques. Aquest gel enterrat es calcula que fa entre 250 i 450 m de gruix al qual protegeixen de la sublimació les capes de pols i roques.

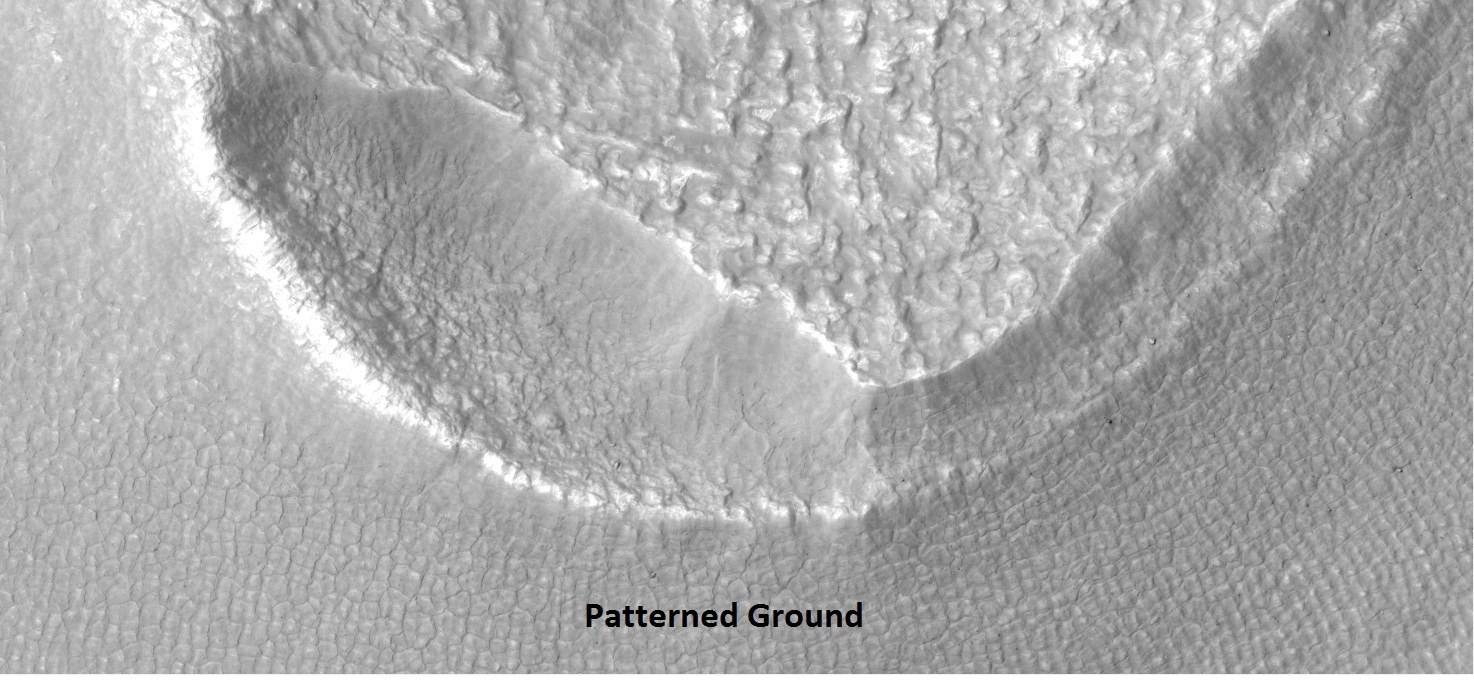
Vista de prop de la glacera.

També les formes de moltes de les estructures característiques de Hellas Planitia i d'altres parts de Mart suggereixen que són degudes a glaceres.